# Agalenocosa chacoensis
Agalenocosa chacoensis là một loài nhện trong họ Lycosidae.
Loài này thuộc chi Agalenocosa. Agalenocosa chacoensis được Cândido Firmino de Mello-Leitão miêu tả năm 1942.